# Iznoski (stacja kolejowa)
Iznoski (ros. Износки) – stacja kolejowa w miejscowości Iznoski, w rejonie iznoskim, w obwodzie kałuskim, w Rosji. Położona jest na linii Wiaźma – Kaługa.

## Historia
Stacja powstała w czasach carskich na linii kolei riażsko-wiaziemskiej pomiędzy stacjami Miatlewskaja i Ugriumowo.